# Otto Diels
Pour les articles homonymes, voir Diels.
Otto Paul Hermann Diels (Hambourg 23 janvier 1876 - Kiel 7 mars 1954) est un chimiste allemand. Lui et Kurt Alder reçoivent conjointement le prix Nobel de chimie en 1950.

## Biographie
Otto Diels étudie la chimie de 1895-1899 à l'université Humboldt de Berlin, où après avoir occupé différentes positions il devient professeur et chef du département de chimie en 1915. L'année suivante, il prend le poste de professeur de chimie à l'université de Kiel, qu'il ne quitte plus jusqu'à sa retraite en 1945.
Son plus célèbre travail est fait en collaboration avec Kurt Alder, sur la réaction qui porte leurs deux noms : la réaction de Diels-Alder. Les deux hommes obtiennent conjointement le prix Nobel de chimie de 1950 « pour leur découverte et le développement de la synthèse du diène ».